# Meccanismo di reazione
Il meccanismo di reazione consiste nell'insieme di processi elementari che avvengono durante una reazione. Descrivere un meccanismo di reazione significa descrivere in ordine cronologico la rottura e la formazione di legami chimici, con prodotti intermedi a breve vita che reagiranno ulteriormente formando i prodotti finali. Significa anche descrivere come si spostano gli elettroni di valenza di ogni singola molecola e la correlazione degli eventi con le superfici di energia potenziale.
Ad esempio, la reazione in fase gassosa 2 NO + O2 → 2 NO2 avviene tramite i seguenti due processi elementari:
1. NO + O2 → NO3
2. NO3 + NO → 2 NO2.

In chimica organica i meccanismi di reazione vengono studiati in modo sistematizzato in funzione delle diverse tipologie di reazioni. In biochimica lo studio dei meccanismi di reazione permette di definire condizioni fisiologiche o fisiopatologiche mentre in chimica industriale fornisce importanti indicazioni per condurre reazioni sintetiche in modo molto vantaggioso, in particolare in riferimento alle condizioni operative di concentrazione, pressione, temperatura e alla catalisi.

## Formulazione
Un meccanismo di reazione deve essere dedotto in funzione dei dati cinetici e termochimici della reazione in questione, assistiti da altri esperimenti più o meno complessi (marcatura di molecole con isotopi). In particolare, una variazione della velocità di reazione osservata in seguito a marcatura con specifici isotopi costituisce un fenomeno definito effetto isotopico cinetico, fenomeno sfruttato per determinare lo stadio da cui dipende la velocità di una reazione chimica (lo stadio più lento). La marcatura isotopica permette anche di stabilire il sito di legame implicato in una scissione.
Il nuovo sviluppo della femtochimica e l'utilizzo di moderni laser permettono di determinare sperimentalmente il meccanismo di reazione, prima considerato solamente postulabile.

## Caratteristiche
Una reazione può essere composta da uno (meccanismo concertato) o più stadi (reazione a stadi) e il meccanismo di reazione deve elencare passo dopo passo tutti i singoli processi che concorrono alla reazione globale, indicando quale è quello cineticamente più lento (detto "stadio cineticamente determinante"). L'eventuale stereospecificità e il mantenimento o cambiamento della configurazione originaria devono anche essere descritti ed evidenziati.
La molecolarità indica il numero delle specie chimiche che prendono parte ad un processo elementare; reazioni mono e bimolecolari sono molto comuni, quelle trimolecolari sono rare. Infatti è statisticamente molto meno probabile che un maggior numero di molecole dia origine a un urto efficace simultaneo tale da essere in grado di formare i prodotti finali.

## Alcune reazioni organiche con relativo meccanismo
- Clorurazione
- Addizione elettrofila
- Ozonolisi
- Reazione via benzino
- Reazioni di Norrish
- Condensazione di Claisen